# Tremendiste
Tremendiste (tremendista en espagnol, de tremendismo : « terrible », « qui fait trembler ») est un terme de tauromachie qu'il faut prendre au sens de « risqué » et qui s'emploie lorsque le torero accueille le taureau dès sa sortie du toril, sans avoir pris le temps d'étudier son comportement. En général, le torero qu'il soit à pied ou à cheval, attend en effet à l'écart de l'animal se donnant ainsi la possibilité de le juger. 

## Les définitions
Les historiens de la corrida décrivent ces toreros particuliers et ils en donnent la définition sous diverses formes. Selon Pierre Cordelier, « le tremendiste recherche le drame, l'effet de terreur. Il s'agit moins pour lui de toréer classiquement que d'enflammer l'assistance par des attitudes parfois hasardeuses. » Ou bien : « le tremendiste se lance dans des actions surprenantes qui donnent l'impression d'un accrochage imminent ». Ou encore « C'est un matador qui cherche à effrayer les spectateurs par des risques apparents ou réels ».

## Historique
Si le terme est d'acception relativement récente (années 1960 environ), le toreo tremendiste remonte au XIXe siècle, avec l'apparition d'une compétition entre « El Espartero » et « Guerrita » en 1894 ,. Le succès de ces deux toreros a fait des émules les années suivantes, y compris Juan Belmonte qui, malgré un toreo templé a été tenté de faire vibrer le public lorsqu'il ne réussissait pas ses passes en torero artiste. Selon les chroniqueurs taurins, la liste des tremendistes est longue. Elle va de Antonio Reverte, Antonio Montes, qui ont aussi adopté  cette « école de l'épouvante », jusqu'à « Manolete ». On cite encore « Litri », qui toréait en regardant le public dans une pause hiératique, Chicuelo II, Pedrés, « Chamaco père » dont les corridas baptisées « chamaquistas » soulevaient les passions à Barcelone, sans oublier « El Cordobés » qui fit l'objet d'une controverse sans fin entre les puristes qui le traitaient de tremendiste, voire « du plus hurluberlu de tous les toreros », et ses admirateurs qui le considéraient comme un génie. « Sans doute peu de matadors ont eu pareille renommée et attiré autant de spectateurs ignorant tout de la corrida. Cela suffit déjà pour que le connaisseur considère les qualités du diestro concerné comme étant de mauvais aloi. »

## Dans la cuadrilla
Les tremendistes ont également fait des émules parmi leurs subalternes. C'est le cas de José Maria Calderon, subalterne de Reverte qui devint par la suite le moniteur de Juan Belmonte, ce qui explique certaines déviances de l'inventeur du temple.

## Appréciation et évolution
Tous les historiens s'accordent à dire que les toreros tremendistes, s'ils ont séduit une partie du public, provoquent l'indignation des puristes qui les considèrent comme des « truqueurs ». « Le toreo des trémendistes se fait souvent aux dépens de saines conception du dominio. » « Tout naturellement, le tremendiste se prévaut d'animaux plus faibles, plus jeunes, souvent épointés, tournant ainsi dans la réalité à une caricature de la corrida. » Surnommés « toreros pathétiques » par les historiens, ils ont cessé de plaire et ils ont en grande partie disparu vers la fin du XXe siècle.

## Lessuertesdites tremendistes
Selon la manière dont elles sont pratiquées, certaines suertes sont jugées tremendistes alors qu'elles représentent un réel danger.  Ainsi, l'accueil du taureau a porta gayola est jugée tremendiste par une partie des puristes. Pourtant, « Espartaco » qui a été un grand spécialiste de cette suerte, confiait à José Carlos Arevalo: 

« Pourquoi croyez-vous que je m'agenouillais si souvent devant la porte du toril pour une larga ? Seulement pour faire joli ? Pour mettre le public en joie ? Non. Pour construire un courage instinctif. C'est ainsi que j'ai acquis la première partie du courage. »

La chicuelina a été jugée désinvolte au point qu'un torero bouffe, Llapisera, en faisait la caricature dans les années 1920 avec ses charlotades. Pourtant c'est une des passes les plus difficiles à réaliser pour conduire le taureau à la pique.

## L'importance des écoles taurines
Les écoles taurines fondées en Espagne à partir de 1975-1976, en France au début des années 1980, ont apporté aux jeunes matadors du XXIe siècle un sens de la rigueur. Leur enseignement a en grande partie écarté le toreo tremendiste en le présentant comme un modèle à fuir. D'autant plus que le public d'aujourd'hui ne les apprécie plus guère.